# Ибэнкс, Марк
Марк Сэмьюэл Ибэнкс (англ. Mark Samuel Ebanks; 26 декабря 1990, Уэст-Бэй) — кайманский футболист, нападающий.

## Биография

### Клубная карьера
Профессиональную карьеру начал в местной команде «Future». В конце 2010 года перешёл в клуб 8-го дивизиона Англии «Эшфорд Таун», за который сыграл один матч. В 2012 году вернулся на родину, где начал выступать за команду «Elite». 25 октября 2013 года подписал контракт с клубом Североамериканской футбольной лиги «Форт-Лодердейл Страйкерс», однако не сыграл за команду ни одного матча. В 2014 году выступает за клуб 4-го дивизиона США «Темекула».

### Карьера в сборной
2 октября 2010 года дебютировал за сборную Каймановых островов в отборочном раунде Карибского кубка 2010 против сборной Сен-Мартена.